# Casa del Marquès de Camps
La Casa del Marquès de Camps, coneguda popularment com a Cal Marquès, és un edifici de Salt (Gironès) declarat bé cultural d'interès nacional.

## Història
Els Ribot de Salt són mencionats per primer cop en un document del 1472. El desembre de l’any 1531, Joan Esteban, lloctinent del Batlle General de Catalunya a les vegueries de Girona i Besalú, va atorgar una llicència d’obres a Pere Ribot «per prendre aigua del Rec Monar travessant les terres de Narcís Ferran i altres propietaris, a fi de regar les seves propietats». El 1537, els RIbot adquiriren la Devesa de Dons o de Cartellà, perduda el 1622 per impagament de censos, essent adjudicada en subhasta pública a Gaspar Llorens, propietari del Mas Llorens de Salt. El 1635, la pubilla Caterina Llorens i Llach es casà amb Josep Font i Orri.
El 1681, Josep Font i Llobregat es casà amb Margarida Cortada i Tomàs, dels Cortada de Santa Eugènia. Finalment, el 1732, Josep Font i Cortada es casà amb Joana Camprodon, i el 1754, la seva filla Narcisa Font i Camprodon es casà amb Llàtzer Anton de Camps, iniciador d'una nissaga d'hereus que, gràcies a casaments amb pubilles de les famílies Avinyó i Matas, varen acumular un immens patrimoni que faria de Pelagi de Camps i de Matas (1828-1889) el primer contribuent gironí de finals del segle xix. Nomenat marquès de Camps pel papa Pius IX el 1878, va encarregar-ne la reforma a l'arquitecte Francesc d'Assís Garcia i Corrons.

## Descripció
L'actual edificació és el resultat de la construcció d'un cos rectangular amb pati interior al costat d'una antiga masia (Mas Ribot), visible des de la façana posterior. El conjunt presenta, a més, una torre de planta quadrada i una capella adossada d'una nau i absis semicircular. L'edifici principal, junt amb la torre, són de caràcter neomedieval. Les parets portants són de maçoneria.
Les façanes són arrebossades imitant un carreuat. Les obertures són emmarcades per carreus amb un senzill guardapols sobre la llinda. Els balcons presenten llosana de pedra motllurada i barana de ferro. La coberta és de teula àrab acabada amb un ràfec combinat de rajol i teula. La torre presenta diverses finestres neogòtiques amb arcs conopials, arabescos i guardapols. També n'hi ha a la part reformada de l'antiga masia. La torre es clou amb un badiu sota teulada, estructurada en quatre vessants.